# Vrijmetselarij in Suriname

Passer en Winkelhaak, het bekendste logo van de Vrijmetselarij; de "G" staat voor God.

Vrijmetselarij is in Suriname een verenigingsvorm die in 1761 werd geïntroduceerd met de oprichting van de loge Concordia in Paramaribo. In de eeuw hierna kwamen en gingen meerdere loges, zowel in Paramaribo als Demerary (thans Guyana, toen een onderdeel van Nederlands-Guiana).
In de jaren 1960 – Concordia was als enige loge overgebleven – ontstond een opleving. In tien jaar tijd volgde de oprichting van de loges De Stanfaste en De Gouden Driehoek, en werd in 1970 de Provinciale Grootloge Suriname gesticht. Deze structuur heeft de vrijmetselarij in Suriname nog steeds (stand 2020).

## Geschiedenis

### Eerste decennia

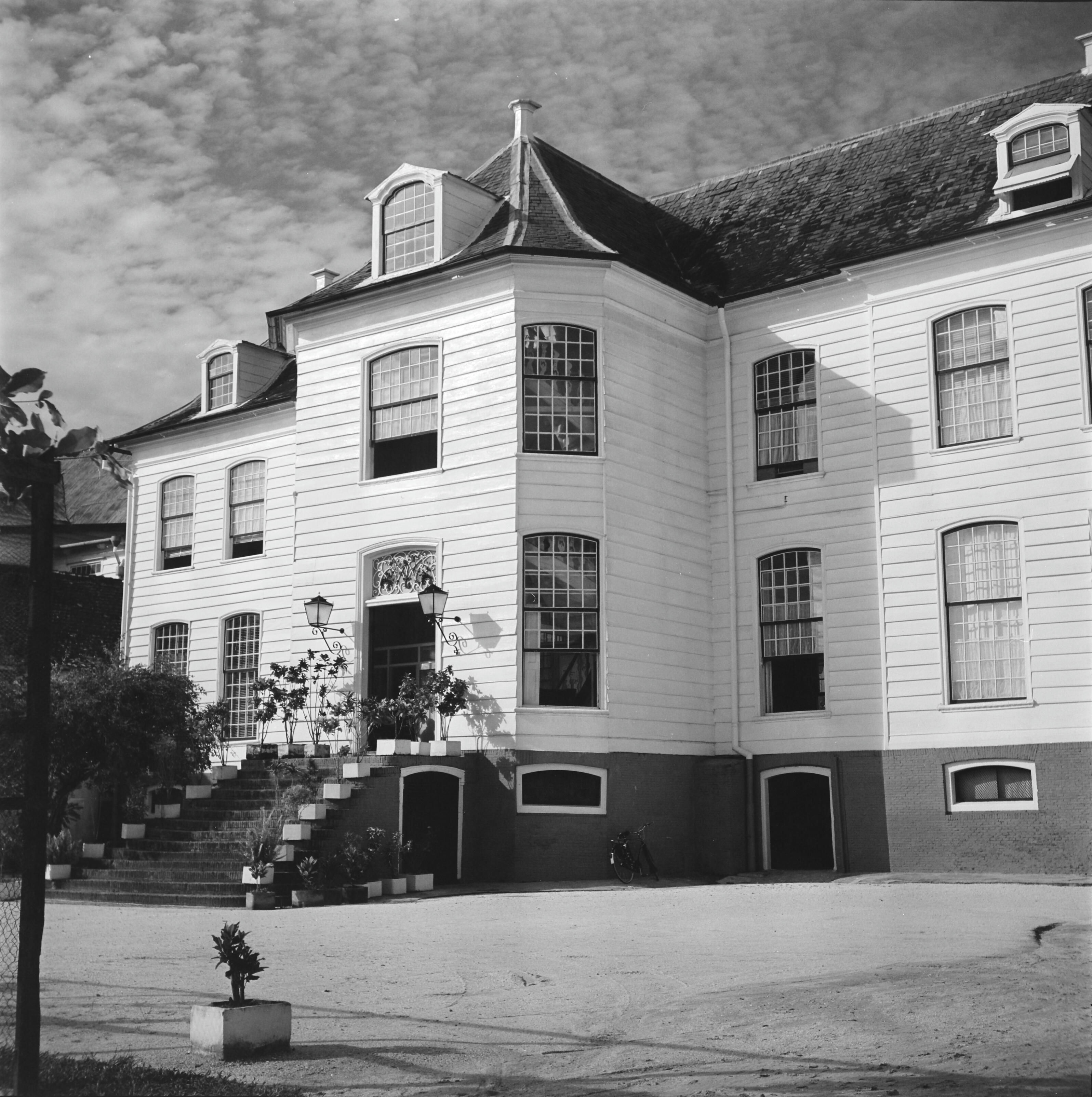
Achtergevel van de Gravenstraat 6, bijna twee eeuwen lang de basis voor de loge Concordia.

In navolging van de eerste grootloge in Engeland (1717) en de eerste loge in Nederland (1734) werd in 1761 in Paramaribo de loge Concordia gesticht. De stichtingsbrief van grootmeester Baron Carel van Boetzelaer dateert van 17 november 1761. In het verzoekschrift van 1761 werd gemeld dat er zich op dat moment al veertig vrijmetselaren bevonden die ervoor buiten Suriname als zodanig waren erkend.
Concordia wordt wel beschouwd als de eerste vrijmetselarijloge van Zuid-Amerika. J.D. Kunitz maakte niettemin in zijn werk Surinam und seine Bewohner uit 1805 gewag van nog een oudere loge met de naam La Salle. Na onderzoek van Michiel van Kempen (2002) raakte hierover niets meer bekend. Loge Concordia verdween na enkele jaren en werd met hulp van de eveneens Paramaribose loge La Zélée (sinds 1767) nieuw leven ingeblazen met de herstichting in 1773. Aan het eind van de 18e eeuw volgde de stichting van nog een aantal loges, waarvan er ook weer een aantal inactief werden; soms ging het om opsplitsingen. 
Hieronder volgt een overzicht:
- Concordia, Paramaribo (1761, 1773)
- La Zélée, Paramaribo (1767)
- Loge Saint Jean de la Réunion, Demerary (1771)
- L'Union (1773), Paramaribo, tegelijk met herstichting Concordia
- La Solitaire (1775), Paramaribo
- Cura et Vigilantia (1776), militair, geen vaste standplaats
- De Standvastigheid, Paramaribo (1778)

Vergelijkbaar met Nederland werd voor het lidmaatschap van een loge uitsluitend gerekruteerd uit de hoogste maatschappelijke lagen. Anders dan in Nederland verkregen Joden gemakkelijker toegang tot alle dichtgenootschappen, ook bij de niet-Joodse genootschappen, wat in Nederland slechts in een geval is gebeurd.
In 1773 werd een provinciaal grootmeester aangewezen in de persoon van advocaat J.B. van Vheelen. In 1777 werd hij opgevolgd door de fiscaal J.H. van Heemskerk. 1773 was niettemin een crisisjaar, wat eerder in de geschiedenis gepaard was gegaan met een terugloop van het aantal loges. Dat er in 1778 nog steeds een relatief groot aantal mensen was aangesloten, wordt wel toegeschreven aan de uitbreiding van de garnizoenen vanwege de opstanden van de slaven (1773-1778).

### Terugloop

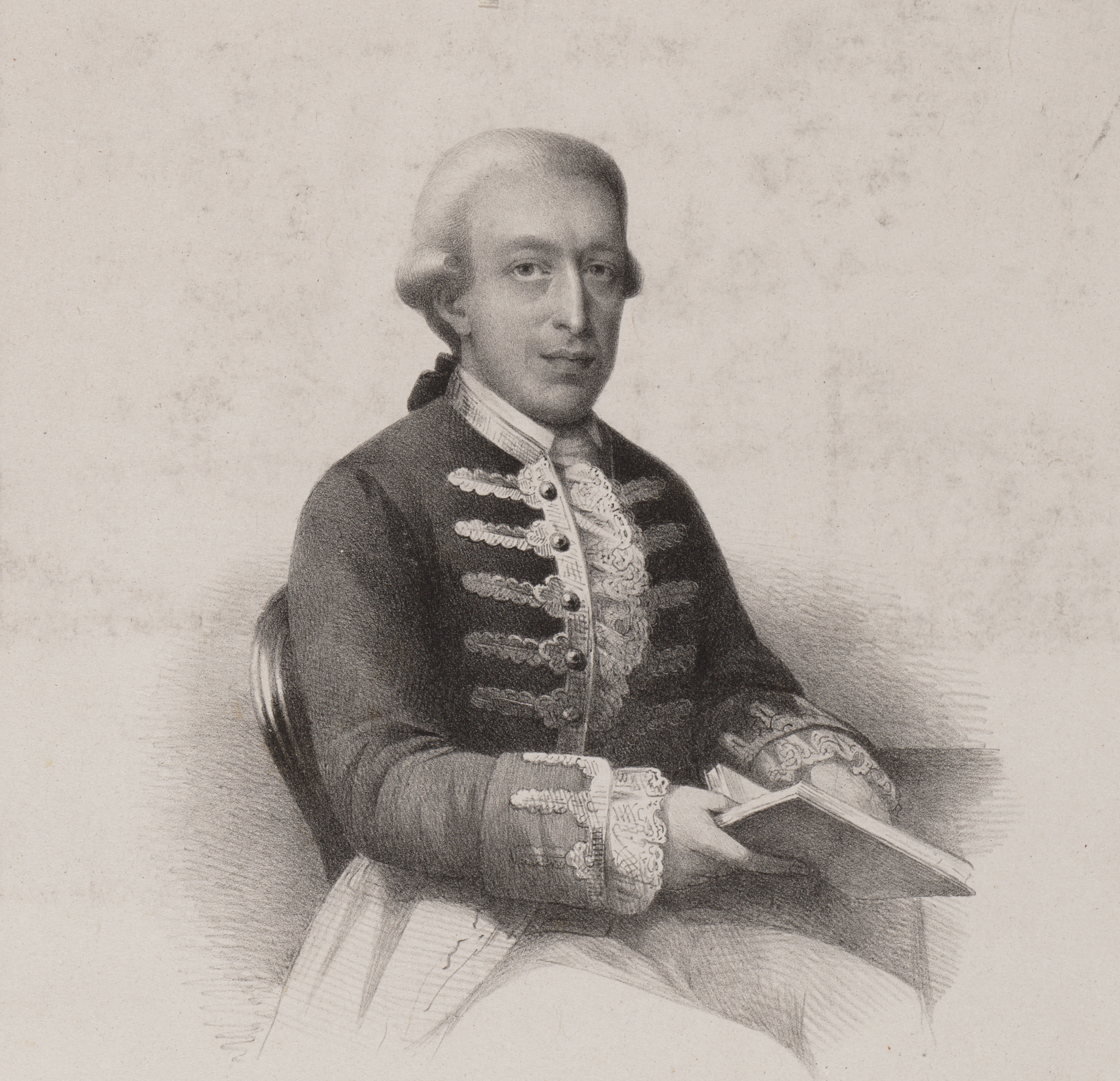
Gouverneur Wichers, tevens vrijmetselaar

Met de uitbraak van de Vierde Engelse Oorlog (1780-1784) zette de neergang zich definitief door. De geregelde communicatie met de Grote Loge in Den Haag kwam hierna stil te liggen. Ook het lidmaatschap van gouverneur Jan Gerhard Wichers als vrijmetselaar kon hierin geen verandering brengen. De toekenning van de stichting van de loge Coelum non mutat genus in Berbice bevindt zich eeuwen later nog in het archief van de Grootoosten in Den Haag, wat erop duidt dat deze mogelijk niet is verzonden. In 1800 waren er de volgende vier loges over: Concordia, La Zélée, L'Union en De Standvastigheid.
Nadat Suriname in 1816 aan Nederland werd teruggegeven, betekende dit in de praktijk nog niet het herstel van de communicatie met het moederland. Hieraan ten grondslag lag de nieuwe staatkundige vereniging met België. Het samenbrengen van de vrijmetselarij in de Nederlanden bleek in de praktijk niet haalbaar en bleef beperkt tot de vorming van de Grootoosten, een jaarvergadering die in deze decennia niet plaats heeft gehad. Het bestuur lag toen in handen van twee grootloges, een voor de Noordelijke en een voor de Zuidelijke Nederlanden. Hierbij werd het bestuur over West-Indië onder de verantwoordelijkheid gebracht van de Belgische grootloge, waardoor berichten van Suriname naar Nederland onbeantwoord bleven.
Met de inwerkingtreding van het wetboek van 1837 kwamen de loges weer onder Nederlands gezag. In 1844 werd de vertegenwoordiging van de Surinaamse provincie tijdens de jaarvergadering van de Grootoogsten hersteld. Op dat moment waren er nog twee loges over. Een jaar eerder berichtte het Postkantoor twee maal over onbezorgde post voor La Zélée, dat toen inmiddels niet meer actief was. L'Union hield in 1835 op te bestaan en ging op in De Standvastigheid. Concordia nam vervolgens rond 1850 de leden van De Standvastigheid over. In 1860 kende Concordia 73 leden. Ernaast was sinds 1921 een tijd lang de loge Obadiah in Paramaribo gevestigd, die onder de Grand Lodge of Scotland viel en alleen Amerikaanse en Britse leden opnam.

### Nieuwe fase

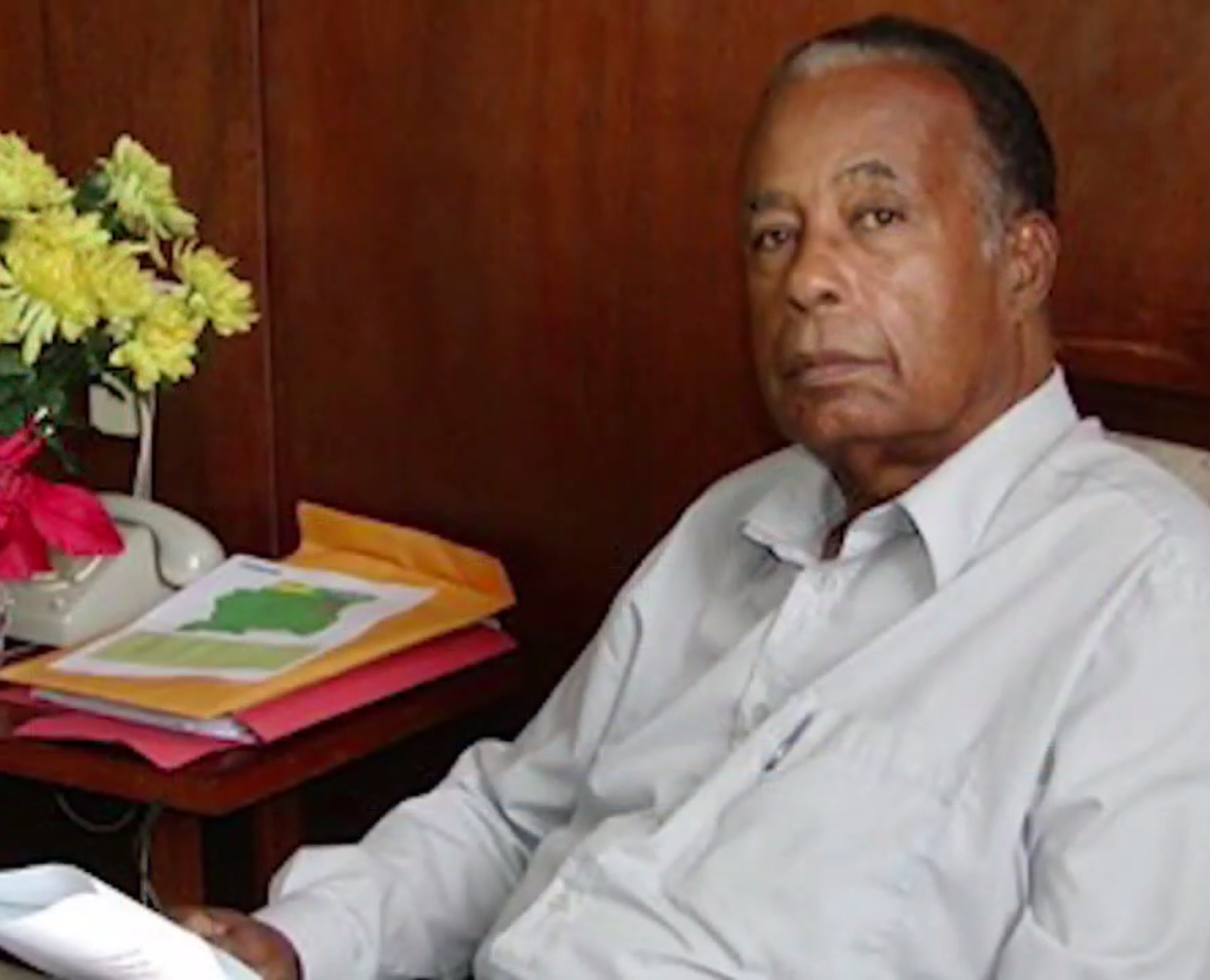
Oud-premier Sedney, 61 jaar lid van Concordia

Honderd jaar later, in 1960, waren 87 leden aangesloten bij Concordia. De loge was nog steeds gevestigd aan de Gravenstraat 6 – ooit gebouwd door gouverneur Jan Nepveu in 1774. De loge verkocht dit pand in 1960  aan de regering, die er het ministerie van Algemene en Buitenlandse Zaken in vestigde. Een nieuw gebouw werd aan de Kwattaweg opgetrokken en in 1961 in gebruik genomen.
Het nieuwe pand luidde een nieuwe fase in. In 1964 werd een nieuwe loge opgericht, De Stanfaste, die haar intrek nam in hetzelfde pand. In 1968 volgde de oprichting van nog een loge, De Gouden Driehoek, die zich eveneens in het pand aan de Kwattaweg vestigde. Met de vestiging van een derde loge was tevens het minimale aantal bereikt om weer een provinciale loge te kunnen stichten. Dit gebeurde  in 1970 met de installatie door grootmeester prof. dr. Jan Kok van de Grootoosten der Nederlanden. Het aantal leden bedroeg in dat jaar 140.
Verder werd in 1977 in Wanica nog de Aquarians-lodge opgericht met hulp van zusterorganisaties in Guyana. Deze loge kwam er met goedkeuring van de Imperial Grand Lodge in het Verenigd Koninkrijk.
Een van de prominente leden was Jules Sedney, de minister-president van Suriname van 1969 tot 1973. In 2019 werd hij gehuldigd tijdens zijn zestigjarige jubileum als lid. Hij en een andere minister, Frank Essed, waren ooit de eerste gekleurde leden van Concordia. Een verandering die de loges niet hebben doorgemaakt toont zich doordat vrijmetselarij nagenoeg een mannenzaak is gebleven.

## Structuren

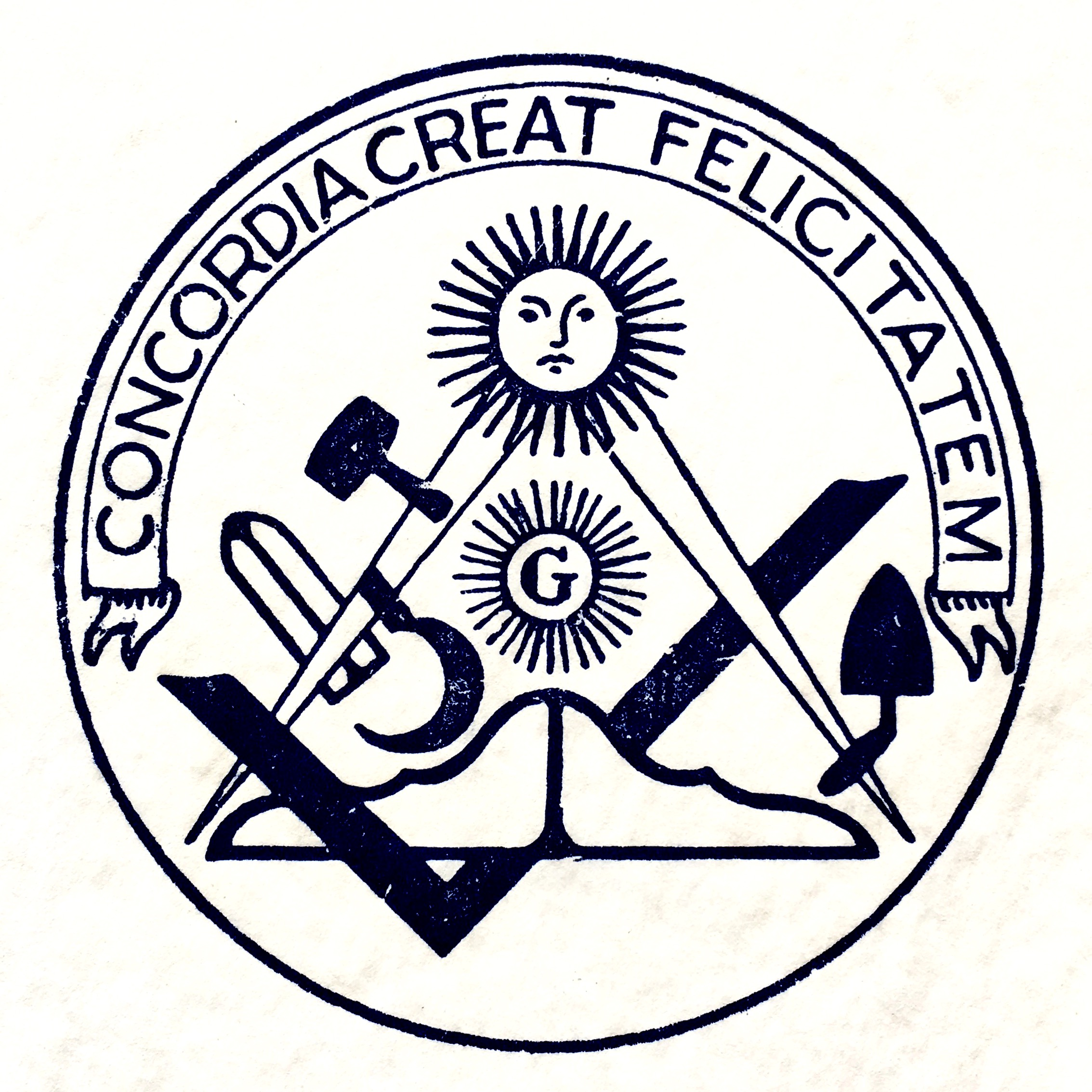
Concordia (zegel), sinds 1761

De Surinaamse loges werken in het algemeen met de oorspronkelijke graden, waarbij opgeklommen kan worden van leerling, naar gezel en vervolgens meester.
Daarnaast bestaan nog andere werkvormen binnen de vrijmetselarij, de hogere graden of vervolpaden, waarin meesters zich verder kunnen ontwikkelen en verdiepen. Binnen de loges Concordia en La Zélée werkten rond 1770 meesters in graden die ecossais (Schots) werden genoemd. Voor dit doel bestond enige tijd een afzonderlijke zogeheten Schotse loge met de naam De Vereenigde Deugd, die daartoe gemachtigd werd door provinciaal grootmeester voor de oppergraden J.P. Stuyvesant.
In Nederland verenigden in 1803 de Schotse loges - later kapittels genaamd - zich in de Orde van Vrijmetselaren onder het Hoofdkapittel der Hoge Graden. Door het verloren onderlinge contact werd hier in Suriname pas in 1830 gevolg aan gegeven, met de oprichting van een nieuw kapittel. Er werd aanvankelijk gekozen voor de naam 'Prudentia' en deze werd in 1849 gewijzigd in 'Concordia'. Anno 2025 zijn er nog steeds twee kapittels werkzaam in Paramaribo welke ressorteren onder het Hoofdkapittel der Hoge Graden, namelijk 'Concordia Creat Felicitatem' (gesticht in 1967) en 'Faja Lobi' (1975).
Daarnaast werd in 1967 het kapittel 'De Gouden Sleutel' gesticht wat valt onder de Orde van het Heilig Koninklijk Gewelf in Nederland en in 1975 de areopagus - nu consistorie - 'Concordia creat Felicitatem' onder de Opperraad van de Aloude en Aangenomen Schotse Ritus.

## Sociaal, cultureel en liefdadigheidswerk
Aan het begin van de 18e eeuw ontstonden de vrijmetselaarsloges in Europa als vakverenigingen die hun oorsprong kenden in de gildes. Symbolen herinneren nog uit die tijd, zoals gereedschappen als een passer en een winkelhaak. Die doelstellingen zijn veranderd, waarbij het accent is komen te liggen op de behoefte van het maken van geestelijke groei. In de beginselen van de Grootoosten is als doelstelling onder meer geformuleerd om "te bevorderen alles, wat geestelijke armoede, zedelijke en stoffelijke ellende kan doen omkeren in zedelijke en geestelijke rijkdom en stoffelijke welstand."
Sinds het begin werd tijdens maandelijkse vergaderingen aandacht besteed aan onderwerpen op het gebied van natuurlijke historie, natuurkunde, akkerbouw en geneeskunde. In de buurt van Kwatta werd de Hortus Surinamensis aangelegd. Daarnaast werd het culturele voorbeeld uit Nederland gevolgd door ook aandacht te schenken aan de ontwikkeling van het culturele leven. Nog voor het eind van de 18e eeuw waren vanuit de loges vier literaire genootschappen opgericht, waaruit onder meer dankzij het lid Montel het Kollegie van Letterkunde Docendo Docemur voortkwam.

## Invloed

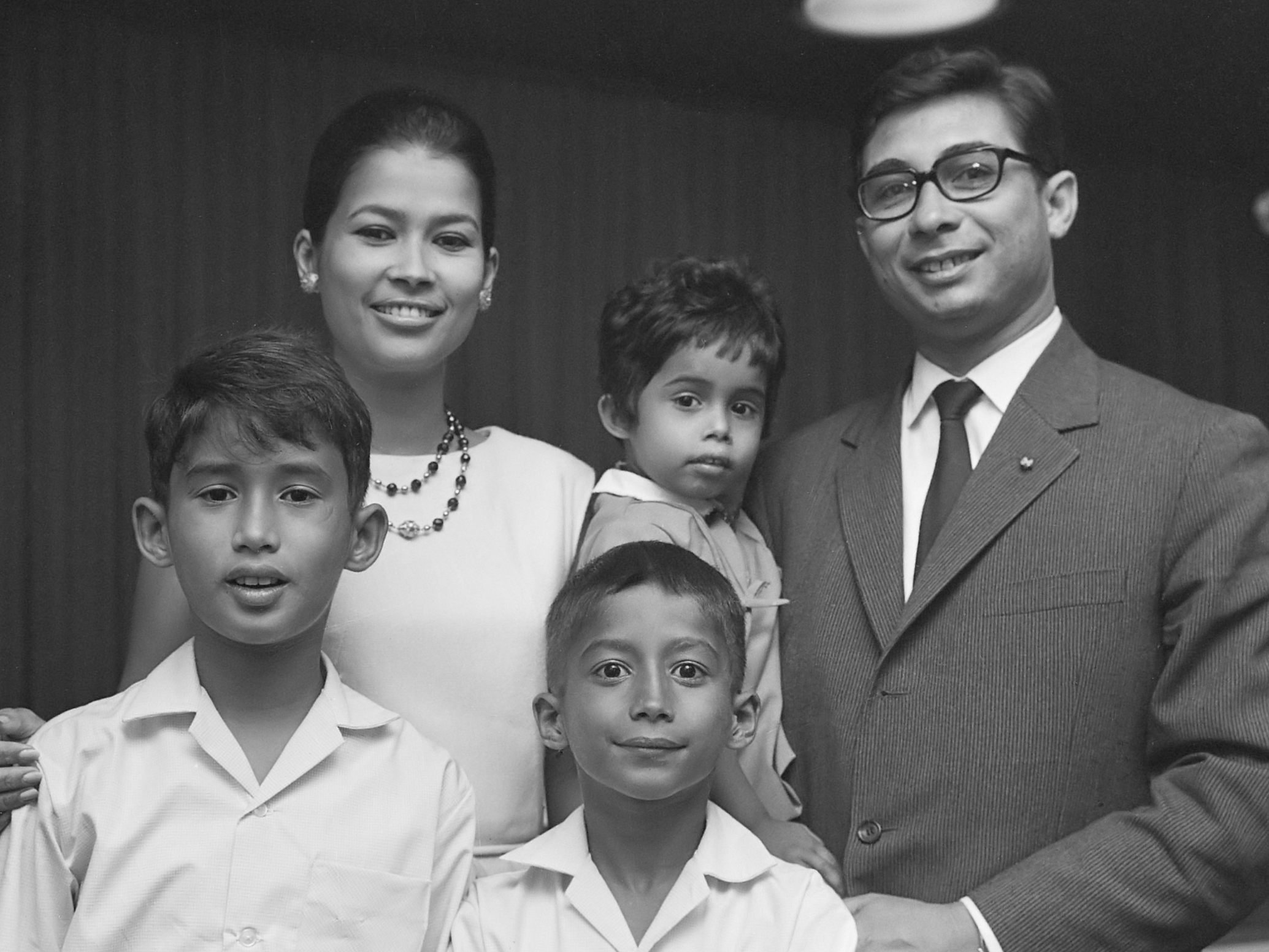
Familie Walter Lim A Po

De leden van de loges hebben zich in de loop van de eeuwen bewogen in de hoogste maatschappelijk lagen. Hierdoor zijn vrijmetselaren in Suriname ook van invloed geweest in de hoogste kringen.
Voorbeelden van gouverneurs die tevens vrijmetselaar waren, zijn Bernard Texier, Jan Gerhard Wichers (1784-1790), Abraham de Veer (1822-1828), Evert Ludolph van Heeckeren van Waliën (1831-1838), Burchard Jean Elias (1842-1845) en Cornelis Ascanius van Sypesteyn (1873-1882). Bekende juristen waren Raymond Henri Pos en Walter Lim A Po. Daarnaast waren andere hooggeplaatste burgers lid van een vrijmetselaarsloge, zoals medici, predikanten en statenleden.